# Cetatea Neamțului (film)
Cetatea Neamțului este un film românesc apărut în 1914, în regia lui Emil Gârleanu.